# Florești (Cluj)
Floreşti (in passato Feneşu Săsesc, in ungherese Szászfenes, in tedesco Sächsisch Fenesch o Fenesch) è un comune della Romania di 52 735 abitanti, ubicato nel distretto di Cluj, nella regione storica della Transilvania.
Il comune è formato dall'unione di 3 villaggi: Florești, Luna de Sus, Tăuți.
Dal 2008 è parte integrante della Zona metropolitana di Cluj-Napoca.

## Storia
Nel territorio del comune sono stati trovati resti di un insediamento umano risalente al Neolitico, mentre lo sviluppo in epoca Romana venne dato dall'ubicazione sulla strada che univa Napoca ad Ala Siliana (l'attuale Gilău).
Il primo documento in cui risulta citato Floreşti, con il nome Feneşu, risale al 1272 e vi viene documentata la sua appartenenza alla curia arcivescovile di Alba Iulia.

## Economia
Pur avendo mantenuto l'agricoltura e l'allevamento un ruolo non trascurabile nell'economia locale, il comune è stato negli ultimi anni influenzato dalla sua vicinanza con Cluj-Napoca, diventando una sorta di città-satellite, con la costruzione di grandi strutture commerciali ed un incremento consistente della popolazione, praticamente raddoppiata negli ultimi 7/8 anni.